# 합리화
국어적 의미에서 합리화는 이론이나 이치에 합당하게 한다는 뜻과 낭비적 요소나 비능률적 요소를 없애 더 능률적으로 체제를 개선한다는 뜻이 있다.
심리학에서 말하는 합리화(영어: rationalization)는 부정적인 면이 있는 사건을 긍정적으로 포장하려고 하는 행동으로 감정적 상처나 실망거리를 회피하기 위해 구실을 만들어내는 심리적 방어기제를 뜻한다.
흔히 심리학 개념의 합리화는 사람들 사이에서 자기합리화라고 불리며 본인의 잘못된 행동이나 실패에 대해 정당화하는 것으로 알려졌다. 그러나, 이 합리화엔 개인(타인과 본인)에 관한 것 뿐 아니라 더 넓은 의미를 함축하고 있다.
승화는 사회적으로 용인되는 기준을 수용하면서 본인의 욕구를 충족하고 행동하는 기제이다.
합리화는 승화에 비해 행동의 객관적 사실을 생각하려들지 않는다. 이런 차이로 합리화는 승화와 구별된다.

## 해당 심리작용의 과정과 결과, 견해
본인이 처한 상황을 부정하려던 중에 그 상황에 대한 사실을 본인이 받아들이기에 무리가 안 가도록 단순화하거나 미화해서 해석을 하는 것이다. 타인의 잘못에도 사실을 받아들이기 충격이라면 타인을 향한 설명 또한 미화시킨다.
본인 잘못을 알고도 의식적으로 그럴듯한 구실을 지어내는 것도 있지만 그 결과를 받아들였을 때 느껴질지 모르는 상처로부터 자아를 보호하는 무의식 작용이 방어기제의 합리화다. 사건의 사실과 당사자의 행위는 인정해도 부정적 결과는 인정하지 않는 것으로 그것은 최소화(영어: Minimisation)라고 따로 분류된다.
합리화라는 기제는 발동하고 있는 본인에겐 정신적 상처를 안 준다는 장점이 있다.
하지만, 특정 사건의 발단을 타인의 탓으로만 돌려버리는 투영도 함께 일어나므로 상대가 억울해 할 수 있다는 단점이 있다. 그리고 합리화를 한 본인이 마음도 여리다면, 본인의 그 합리화가 마주하기 싫은 상황을 모면하려던 핑계였음을 깨닫게되면 충격을 받을 수 있다는 단점도 있다.
스스로가 부정이 없이 성숙하고 타인을 이해하려고 노력을 하면 합리화가 준다.
물론, 상대에 대한 이해는 강요받아서는 안 된다. 타인이나 세상에 억압을 받은 만큼 합리화 할 구실을 찾아내게 때문이다. 그래서, 사람은 타인의 합리화 방어기제를 자각했을 때 타인을 무조건 잘대해줘선 안된다. 그 보다는 타인과 대화해서 공감하려 노력하고 배려를 하여 조화롭게 이끄는 것이 중요하다.

### 예시와의 설명
- 타인의 행동에 대한 합리화

합리화의 확실한 설명을 위해서 본 단락은 좀 극단적인 예시로 설명을 하겠다.
```
오, 부모님이 말 안 듣는다고 날 몇 대나 때렸어. 그래도 괜찮아 다 날 위해서 때리는 거니까

해석 : 부모님이 자신을 지도하려는 마음을 이해하는 것까지는 옳으나 자신의 의견을 
억압
하여 부모말이 곧 법이란 식으로 합리화를 하는 경우다.
미숙한 방어기제로서의 합리화가 아닌 상대에 대한 진실된 이해라면 부모님 요구를 의견으로서 양보하는 것이다. 그러나, 부모님이 권력에 의존하는 행위에는 제대로 생각을 해봐야 한다. 그렇지 않고 감정적 상처를 받지 않기 위해 자의적으로 좋게 해석을 하니 합리화가 발생한다.
본인이 부모님 체벌을 통해 말을 잘 들었다고 하여 부모님 말을 무조건 좋게 맹신하는 태도와 체벌을 좋은 것으로만 여기는 태도도 같은 원리의 합리화가 발생한다.
그 합리화를 다른 사람에게 전파시키면 본인의 부정적 행동에 핑계거리를 만드는 방법을 알려줄 뿐이며 실제적으로 합리적인 사고력을 키우기에는 도움이 되지 않는다.
```

- 본인의 행동에 대한 합리화

간단 예시 (다른 사람과 본인이 연류돼 있는 사건에서)
```
 이건 다 네 탓이야

해석 : 꼭 그게 상대 탓일까? 다른 사람 잘못이 있더라도 나도 그 사건 발생에 영향을 준 인물 아닐까? 그 사람이 그 행동을 안 했다고 내 행동의 영향력이 무시됐을거라는 보장이 있을까?
```

- 법규 유지에 대한 합리화

```
모든 것엔 단점이 있기 마련입니다. 이 법이 잘못됐다고하여 고칠 필요는 없고 여러분들은 따르기만하면 됩니다.

해석 : 여태까지 있던 체제를 유지하고픈 욕구를 현상에 대한 이면 얘기만으로 합리화를 한다.
```

```
내가 처음엔 그 법에 반발했지만 반발하고 나서의 결과를 알기 때문에 그 반발이 잘못됐음을 안다.

해석 : 본인이 그 행위의 부정적 결과, 혹은 긍정적 결과를 경험했다고 해서 지향하려던 내용이 그 자체로 틀린 것, 옳은 것이라고 확답 가능할까? 이는 잘못된 법규 합리화의 예시에서 첫번째 논리 하나만 인용해도 알 수 있다. 모든 것엔 장단점이 있는데 국민과 국가 각각은 이해, 양보, 타협할 생각을 해야한다. 그렇지 않는 서로는 자아와 타인의 의견에 방어하기만 하는 존재로 전락하고 말 것이다.
```

## 같이 보기
- 후건긍정의 오류
- 정황증거
- 확증 편향
- 부인주의
- 전위 (심리학)
- 이중사고
- 자격권리
- 설명
- 정의
- 주지화
- 심리 투영
- 합리성
- 반동형성
- 환원주의
- 퇴행
- 분열 (심리학)
- 피해자 비난

## 관련 개념
- 심리학:기만, 그림자, 억압과 억제, 인지, 교육심리학
- 논리학:발생학적 오류